# Rene Krhin
Rene Krhin (Maribor, 21 de maio de 1990) é um futebolista esloveno que atua como volante ou meia. Atualmente, está sem equipe.

## Carreira

### Internazionale
No meio de 2014 a Internazionale anunciou sua volta ao clube por apenas 2 milhões de euros.

## Seleção
Krhin representou a Seleção Eslovena de Futebol na Copa do Mundo de 2010, sendo o mais novo do elenco.